# Eiettiva laterale fricativa
La eiettiva alveolare laterale fricativa è un suono consonantico non polmonare usato in alcune lingue parlate, il suo simbolo nell'alfabeto fonetico internazionale è ⟨ɬ⟩.

## Caratteristiche
- il suo modo di articolazione è laterale fricativo, perché questo fono è dovuto alla parziale occlusione della parte centrale del canale orale (la bocca, che costringe l'aria a passare da uno stretto passaggio su uno o su entrambi i lati del canale stesso, producendo un rumore di frizione);
- il suo luogo di articolazione è alveolare, perché nel pronunciare tale suono la punta della lingua si accosta agli alveoli dei denti incisivi superiori;
- è una consonante sorda, in quanto questo suono è prodotto senza vibrazione da parte delle corde vocali.
- Il meccanismo del flusso d'aria è eiettivo (glottico-egressivo), il che significa che l'aria viene espulsa pompando la glottide verso l'alto

## Nelle lingue
| Lingua  | Lingua  | Parola    | AFI         | Significato | Appunti |
| ------- | ------- | --------- | ----------- | ----------- | ------- |
| Adighè  | Adighè  | лIэшIэгъу | [ɬʼaʃʼaʁʷə] | 'secolo'    |         |
| cabarda | cabarda | плӀы      | [pɬʼə]      | 'quattro'   |         |
| Tlingit | Tlingit | lʼook     | [ɬʼuːkʰ]    | ‘pescare’   |         |

[ɬʼ] ricorre nella lingua protosemitica ricostruita.